# 蒙卡約山
41°47′17″N 1°50′18″W / 41.78806°N 1.83833°W

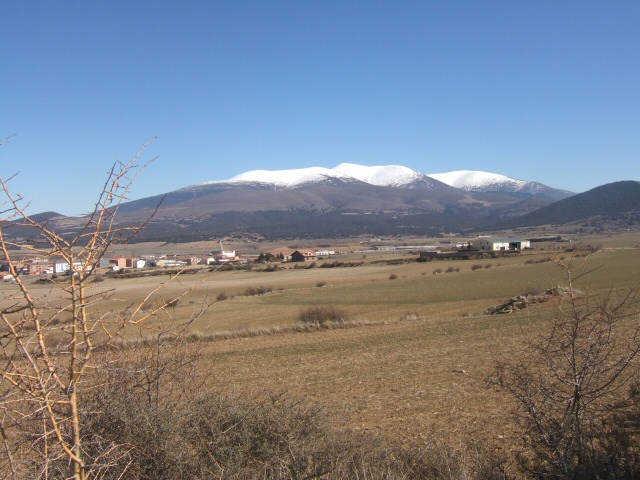

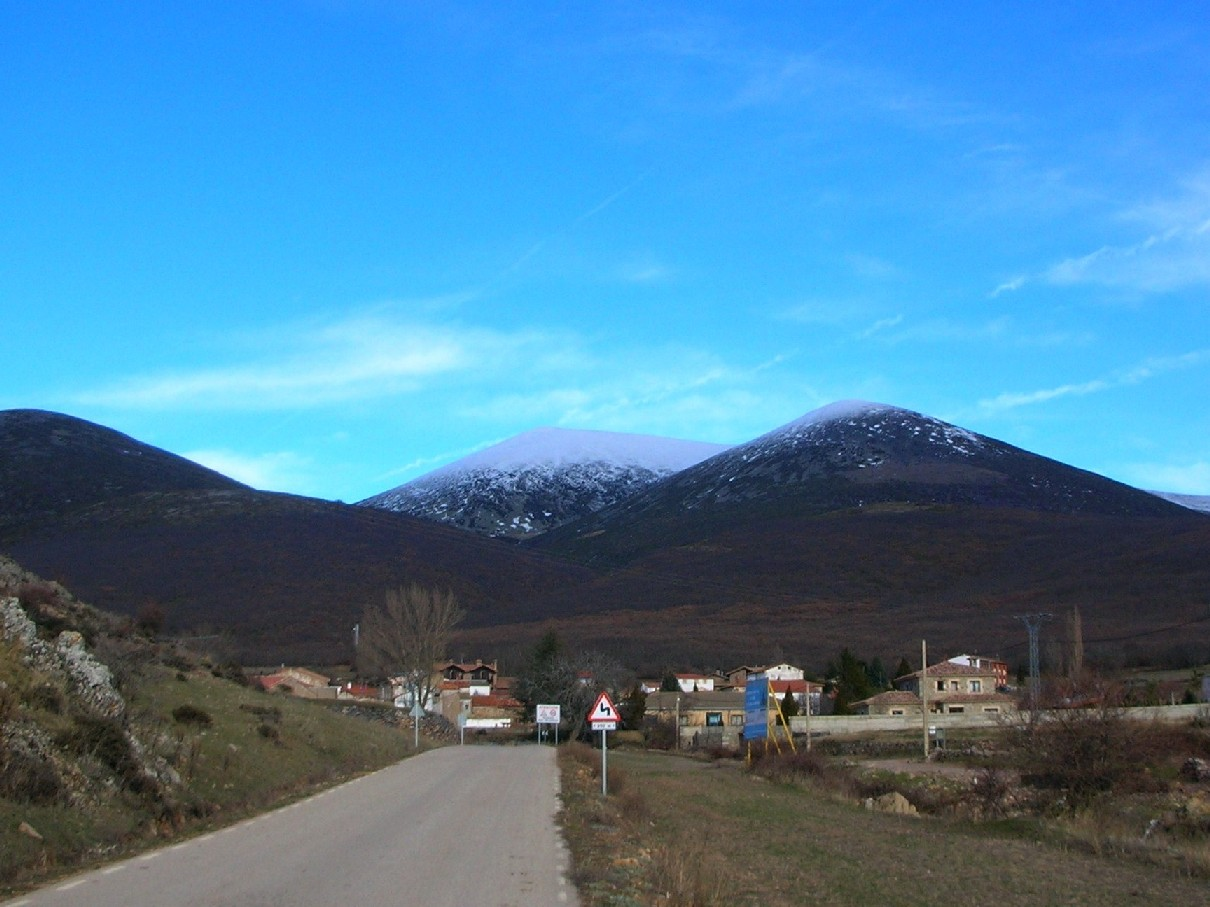

蒙卡約山（西班牙語：Moncayo），是西班牙的山峰，位於阿拉貢自治區，屬於伊比利亞山脈的一部分，長15公里、寬約7公里，海拔高度2,314米，是該山脈的最高點。